# A Tribute to Miles
A Tribute to Miles je hudební album z roku 1994, na kterém pět jazzových hudebníků vzdalo hold trumpetistovi Milesi Davisovi, který v roce 1991 zemřel. Na trubku zde hrál Wallace Roney a doprovázeli jej hudebníci, kteří s Davisem dříve spolupracovali: klavírista Herbie Hancock, saxofonista Wayne Shorter, kontrabasista Ron Carter a bubeník Tony Williams. Album bylo oceněno cenou Grammy a v žebříčku nejlepších jazzových alb časopisu Billboard se dostalo na druhou pozici.

## Seznam skladeb
| Pořadí | Název                          | Autor          | Délka |
| ------ | ------------------------------ | -------------- | ----- |
| 1.     | So What (koncertní nahrávka)   | Miles Davis    | 10:19 |
| 2.     | RJ                             | Ron Carter     | 4:04  |
| 3.     | Little One                     | Herbie Hancock | 7:20  |
| 4.     | Pinocchio                      | Wayne Shorter  | 5:45  |
| 5.     | Elegy                          | Tony Williams  | 8:43  |
| 6.     | Eighty One                     | Davis, Carter  | 7:29  |
| 7.     | All Blues (koncertní nahrávka) | Davis          | 15:17 |

## Obsazení
- Herbie Hancock – klavír
- Wayne Shorter – saxofon
- Wallace Roney – trubka
- Ron Carter – kontrabas
- Tony Williams – bicí